# Nilometer

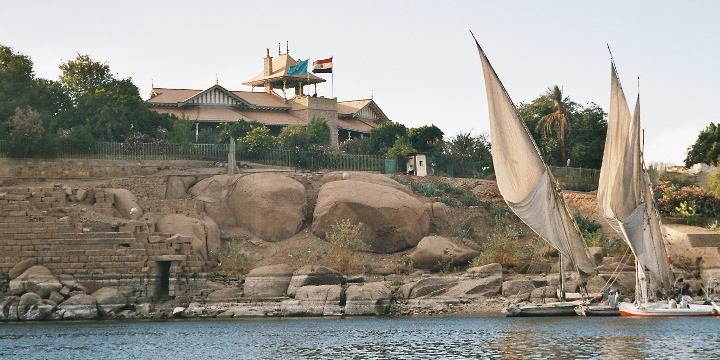
Nilometern (till vänster i bild) på ön Elefantine

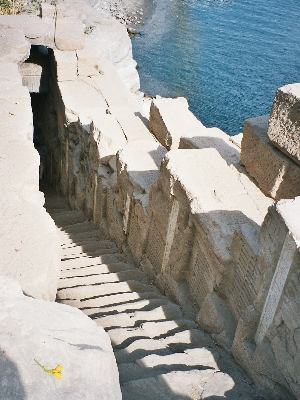
Nilometern på Elefantine

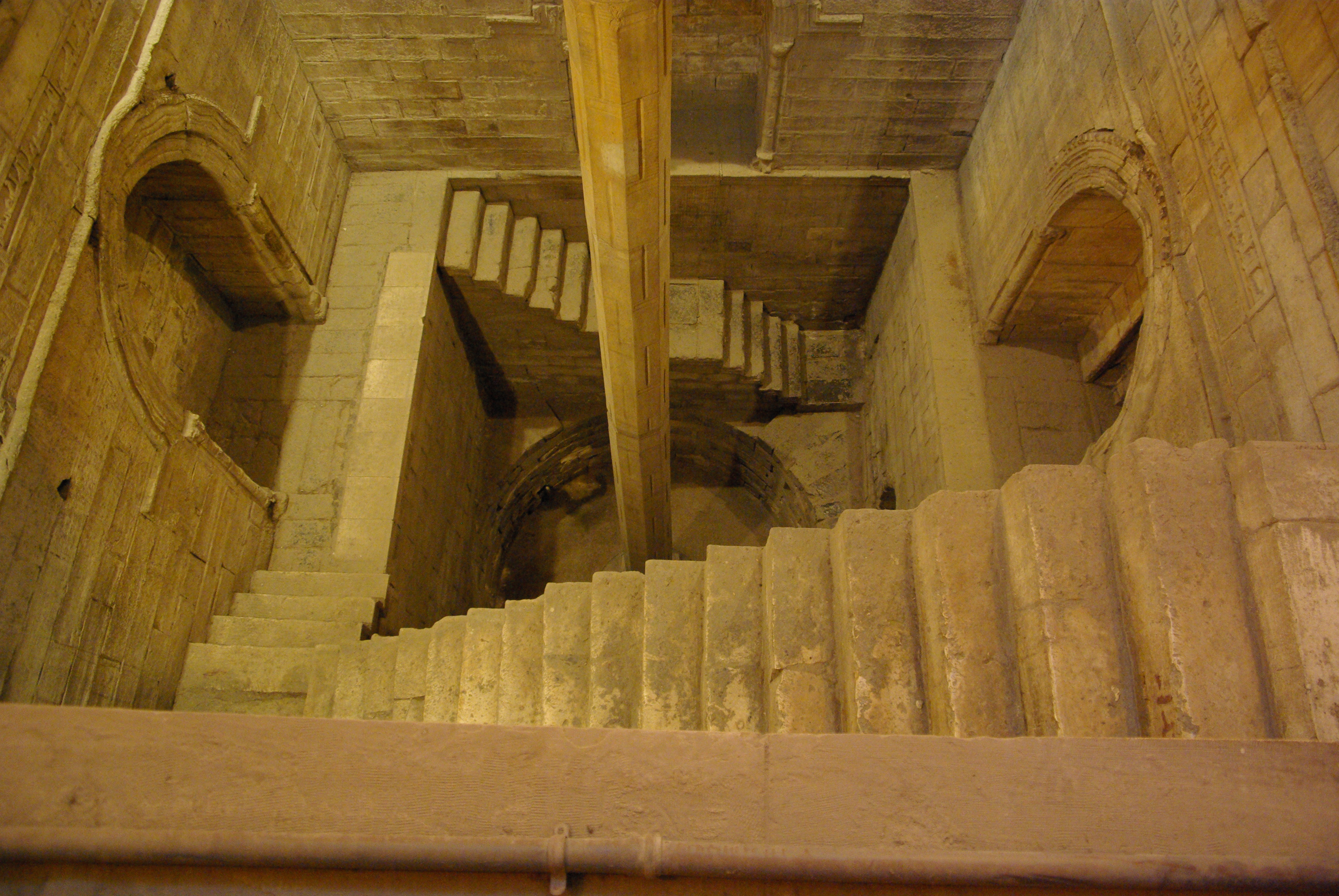
Nilometer på ön Raoudha i Kairo

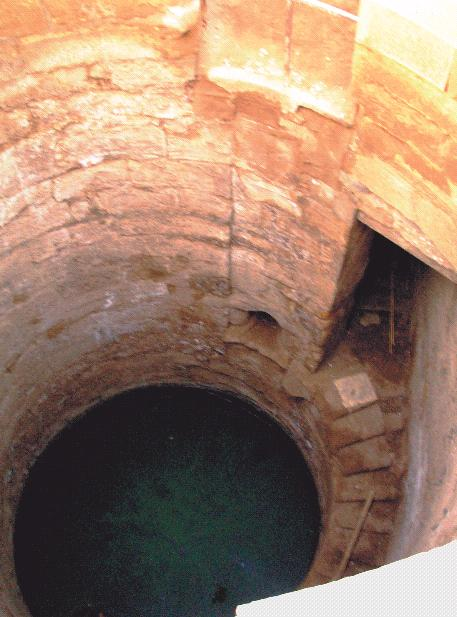
Nilometer i Kom Ombo

En nilometer (arabiska: miqyas) var en byggnadskonstruktion för att mäta vattenståndet i Nilen i Forntida Egypten.

## Byggnaden
En nilometer var i regel rund och bestod av en brunn i olika former som förbands till floden med tunnlar. Mätenheterna fanns antingen på en pelare i olika utföranden i mitten av brunnen, som markeringar i brunnens vägg eller på trappstegen ner till botten.
Olika nivåer motsvarade olika förutsättningar, måttliga nivåer betydde goda tider, höga nivåer innebar översvämningar och låga nivåer medförde torka och hungersnöd. Nilens vattennivåer påverkade även de lokala böndernas skattenivåer.

## Historia
Nilens vattenstånd var av stor betydelse för Egypten och mätningar har utförts i över 5000 år, dokumenterade mätningar finns över 13 århundraden bakåt i tiden. Nilometrar användes ända fram till slutet på 1800-talet och blev överflödiga först 1902 i och med den första Assuandammen.
På Elefantine finns två nilometrar bevarade. Ön låg i det forna länet Ta-Seti som var landets sydligaste och således platsen där man först kunde konstatera Nilens vårflod. Dessa nilometrar är de äldsta bevarade och finns dels i Khnum-templet och dels i Satis-templet.
Det fanns en rad nilometrar längs Nilen och några kända platser var Kairo, Memfis, Dendera, Idfu, Kom Ombo och Assuan.
2003 föreslogs nilometern på Gezīret er-Rōdah (Raoudhaön) i Kairo som kandidat (tentativ) till Unescos världsarvslista.
I maj 2010 upptäcktes en hittills okänd nilometer från 500-talet vid utgrävningar i Kairo.